# Магарач. Виноградарство и виноделие
«„Магарач“. Виноградарство и виноделие» — научно-производственный и практический журнал, который освещает актуальные проблемы виноградарства, виноделия, хранения и переработки продуктов растениеводства, экономики и маркетинга, в том числе: вопросы генетики, селекции и питомниководства; агротехники, выращивания биологически чистой продукции; защиты растений; микробиологии виноделия; технологии производства тихих, игристых вин и коньяка; химии и биохимии виноделия; аналитических исследований и инновационных технологий. Журнал содержит также информацию о текущих событиях в научной жизни института и памятных датах в мире виноградарства и виноделия.

## История
Основан в 1989 году Институтом винограда и вина «Магарач» (город Ялта, Крым). Первый номер издания имел название «Виноградарство и виноделие СССР» (на обложке), «Бюллетень отраслевого научного центра по производству и переработке винограда» с подзаголовком (отраслевое периодическое издание основано в 1874 году" — на титульном листе. Таким образом, издание заявило себя преемником «Крымского вестника садоводства и виноградарства», выходившего в дореволюционное время в Крыму. Основан директором Никитского ботанического сада и Магарачского опытного заведения по виноградарству и виноделию Н. Е. Цабелем. Издавался в 1874—1879 годах Ялтинским обществом садоводов и виноделов. Журнал выходил один раз в месяц объемом до-печатного листа, нередко спаренными номерами.
В 1992—1996 годах назывался «Виноградарство и виноделие», с 1997 года — современное название. В 1998—1999 годах журнал не издавался. С 2000 года ежеквартальник.
За время своего существования журнал «Магарач». Виноградарство и виноделие" претерпел ряд изменений — в частности, после трёх постановлений ЦК КПСС и Верховного Совета 1985 года, посвященных антиалкогольным кампаниям в СССР, термин «виноделие» стал нежелательным и был заменен на выражение «продукты переработки винограда», что отразилось на названии института «Магарач», названии специализированных центров и в отраслевой литературе того времени.

### Характеристика издания
Ежеквартальник. Выходит 4 раза в год, статьи печатаются на русском языке. Тираж 100 экземпляров. Статьи проходят слепое рецензирование. Публикация в журнале для авторов бесплатна.
Издание работает по принципам «Кодекса этики научных публикаций», разработанным и утвержденным Комитетом по этике научных публикаций (Committee on Publication Ethics — COPE), требуя соблюдения этих правил от всех участников издательского процесса.
Основная тематика журнала: селекция, генетика винограда, ампелография, агротехника; защиты растений от вредителей, болезней и бурьянов; микробиология, химия и биология вина; технология виноделия, экономика и маркетинг; переработка отходов виноделия и вопросы экологии; винодельческое оборудование; хранение продуктов растениеводства.

### Редакционная коллегия
Главный редактор:
- Лиховской В. В., д.с-х.н., директор ФГБУН «ВННИИВиВ «Магарач» РАН».

Заместители главного редактора:
- Алейникова Н. В., д.с-х.н., зам. директора по научной работе, ФГБУН «ВННИИВиВ «Магарач» РАН»;

- Остроухова  Е. В.,  д-р  техн.  наук,  гл.  науч.  сотр.,  зав.  лабораторией  тихих  вин ФГБУН «ВННИИВиВ «Магарач» РАН» (Россия)

Редакционная коллегия:
- Агеева Н. М., д-р техн. наук, проф., гл. науч. сотр. научного центра «Виноделие» ФГБНУ СКФНЦСВВ (Россия)
- Аникина Н. С., д-р техн. наук, гл. науч. сотр., зав. лабораторией химии и биохимии вина ФГБУН  «ВННИИВиВ «Магарач» РАН»(Россия)
- Бейбулатов М.Р ., д-р с.-х. наук, руководитель отделения виноградарства, гл. науч. сотр.,  зав  лабораторией  агротехники  ФГБУН    «ВННИИВиВ  «Магарач»  РАН» (Россия)
- Волкова  Г. В.,  д-р  биол.  наук,  зам.  директора,  зав.  лабораторией  иммунологии  ФГБНУ ВНИИБЗР (Россия)
- Волынкин  В. А.,  д-р  с.-х.  наук,  проф.,  гл.  науч.  сотр.  сектора    ампелографии  ФГБУН  «ВННИИВиВ «Магарач» РАН» (Россия)
- Гержикова  В. Г.,  д-р  техн.  наук,  проф.,  гл.  науч.  сотр.  лаборатории  химии  и  биохимии ФГБУН  «ВННИИВиВ «Магарач» РАН» (Россия)
- Гугучкина  Т. И.,  д-р  с.-х.  наук,  проф.,  гл.  науч.  сотр.    научного  центра  «Виноделие»  ФГБНУ СКФНЦСВВ (Россия)
- Долженко   В. И.,   акад.   РАН,   д-р   с.-х.   наук,   проф.,   руководитель   Центра  биологической   регламентации   использования   пестицидов   ФГБНУ   ВИЗР  (Россия)
- Долженко  Т. В.,  д-р  биол.  наук,  проф. кафедры   защиты   и   карантина   растений,  ФГБОУ  ВО  «Санкт-Петербургский  государственный   аграрный   университет»,   (Россия)
- Загоруйко В. А., чл.-кор. НААН, д-р  техн. наук, проф., гл. науч. сотр., зав. лабораторией коньяка ФГБУН  «ВННИИВиВ «Магарач» РАН» (Россия)
- Замотайлов   А. С.,   д-р   биол.   наук,   проф.,   зав.   кафедрой   фитопатологии,  энтомологии  и  защиты  растений,  ФГБОУ  ВО  «Кубанский  государственный аграрный университет имени И.Т. Трубилина» (Россия)
- Егоров  Е. А.,  акад.  РАН,  д-р  экон.  наук,  проф., гл. науч. сотр.,  советник  Федерального научного центра «Виноградарство и виноделие» ФГБНУ  СКФНЦСВВ (Россия)
- Кишковская    С. А.,    д-р    техн.    наук,    проф.,    гл.    науч.    сотр.    лаборатории   микробиологии ФГБУН  «ВННИИВиВ «Магарач» РАН» (Россия)
- Клименко  В. П.,  д-р  с.-х.  наук,  гл.  науч.  сотр.,  зав.  лабораторией  генетики, биотехнологий  селекции  и  размножения  растений  ФГБУН    «ВННИИВиВ  «Магарач» РАН» (Россия)
- Макаров А. С., д-р техн. наук, проф., гл. науч. сотр., зав. лабораторией игристых вин ФГБУН  «ВННИИВиВ «Магарач» РАН» (Россия)
- Михловский  Милош,  д-р  с.-х.  наук, руководитель «Винселект  Михловски»,  владелец,  энолог,  селекционер (Чешская Республика)
- Ник      Петер,      руководитель      Ботанического      института,      Карлсруэский технологический институт, Карлсруэ (Германия)
- Оганесянц    Л. А.,    акад.    РАН,    д-р    техн.    наук,    проф.,    директор    ВНИИ   пивоваренной,  безалкогольной  и  винодельческой  промышленности  —  филиал ФГБНУ «ФНЦПС им. В.М. Горбатова» РАН (Россия)
- Освальдо Фаилла, проф., Миланского университета (Италия)
- Остроухова  Е. В.,  д-р  техн.  наук,  гл.  науч.  сотр.,  зав.  лабораторией  тихих  вин ФГБУН «ВННИИВиВ «Магарач» РАН» (Россия)
- Панасюк А. Л., д-р техн. наук, проф., зам. директора по научной работе ВНИИ пивоваренной, безалкогольной и винодельческой промышленности – филиал ФГБНУ «ФНЦПС им. В. М. Горбатова» РАН (Россия)
- Панахов  Т. М.  оглы,  канд.  техн.  наук,  доцент,    директор  НИИВиВ  Республики Азербайджан (Азербайджан)
- Петров  В. С.,  д-р  с.-х.  наук,  ведущ. науч. сотр.  научного центра «Виноградарство»  ФГБНУ СКФНЦСВВ (Россия)
- Ройчев      Венелин,      д-р      биол.      наук,      проф.      кафедры      виноградарства,     Сельскохозяйственный университет, г. Пловдив  (Болгария)
- Савин   Георг,   д-р   наук,   НИИ   Садоводства,   Виноградарства   и   Пищевых   Технологий, Кишинёв (Республика Молдова)
- Салимов   Вугар,   д-р   с.-х.   наук,   зав.   отделом   ампелографии,   селекции   и  семеноводства     Азербайджанского     научно-исследовательского     института    виноградарства и виноделия (Азербайджан)
- Странишевская  Е. П.,  д-р  с.-х.  наук,  проф.,  гл.  науч.  сотр.,  зав.  лабораторией органического  виноградарства  ФГБУН  «ВННИИВиВ  «Магарач»  РАН» (Россия)
- Трошин  Л.П.,  д-р  биол.  наук,  проф.  кафедры  виноградарства,  ФГБОУ  ВПО «Кубанский ГАУ» (Россия)
- Челик    Хасан, почетный    профессор    университета    Анкары,    науч.    сотр.       Европейского университета в Лефке (Северный Кипр)

### Независимые оценки
Издание находится в фондах основных научных библиотек России.
| Импакт-фактор РИНЦ 2017 | 0,567 |